# Kloster San Giusto in Tuscania
Das Kloster San Giusto in Tuscania ist eine ehemalige Zisterziensermönchsabtei in der heutigen Region Latium, Italien. Es liegt rund 3 km südlich von Tuscania in der Provinz Viterbo am Abhang auf dem rechten Ufer des Flusses Marta.

## Geschichte
Das bereits im Jahr 967 genannte Benediktinerkloster wurde 1146 von aus Kloster Fontevivo gekommenen Zisterziensern übernommen. Es gehörte damit der Filiation der Primarabtei Clairvaux an. Das Kloster dürfte, seiner Größe nach zu schließen, nicht mehr als 20 Mönche beherbergt haben. Wegen der schlechten wirtschaftlichen Lage wurde es 1255 an das Kloster Tre Fontane angeschlossen. 1373 wird es nicht mehr genannt. Seine Güter gingen an den Bischof von Tuscania. 1870 wurden sie vom italienischen Staat übernommen. Noch in den 1950er Jahren wurde das Kloster als Rinder- und Schafstall genutzt. Seit 1996 wurde es rekonstruiert.

Die Anlage wurde 1970 von Paolo Monti vor der Restaurierung fotografiert.
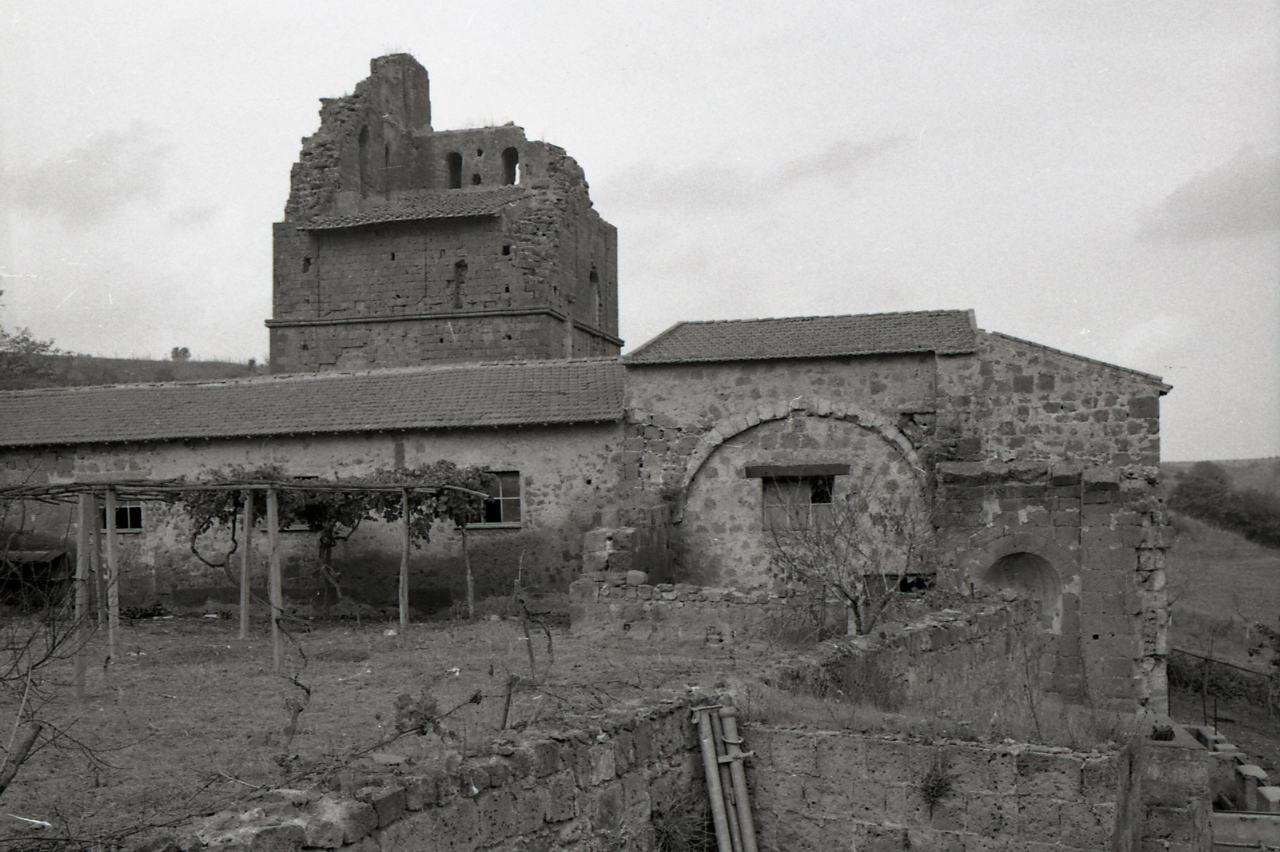
Draußen
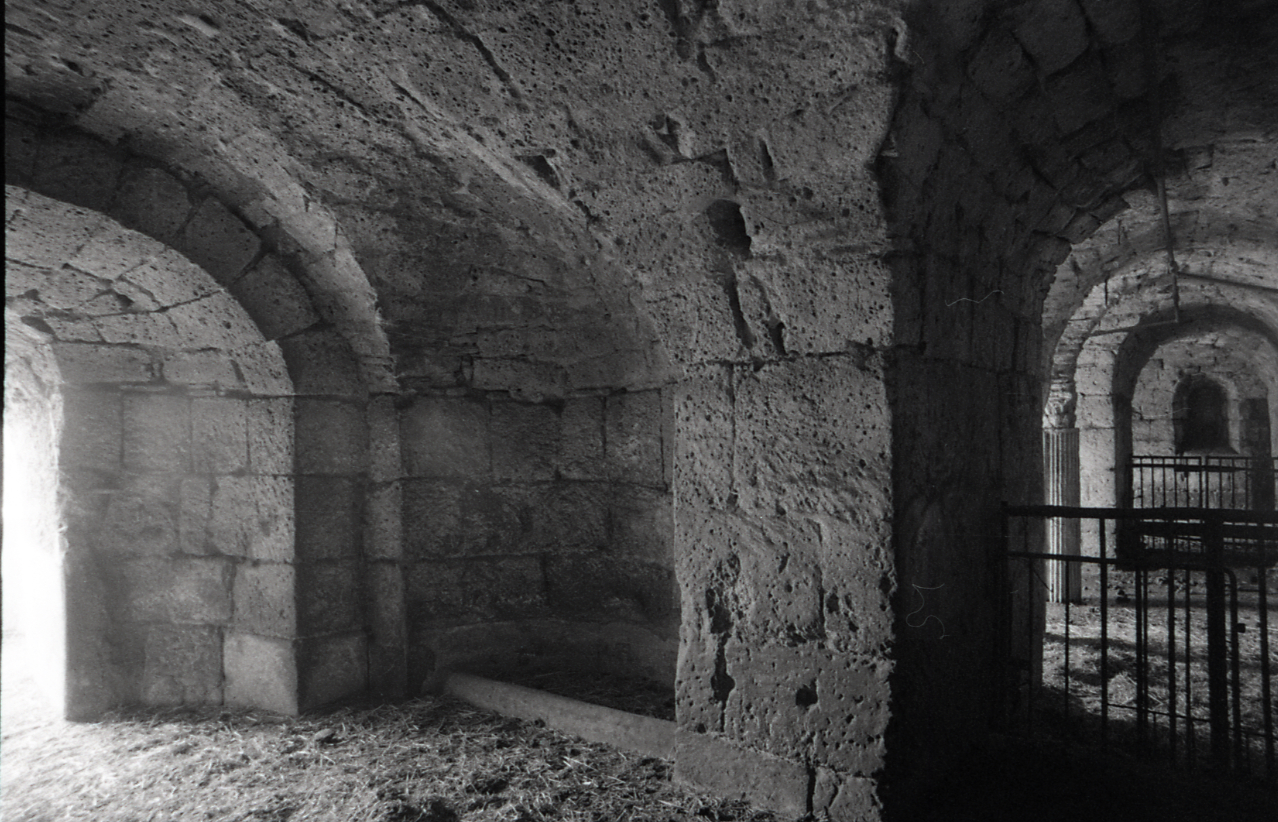
Innen

## Anlage und Bauten
Die Zisterzienser behielten die romanische Vorgängerkonstruktion bei, fügten jedoch in der mit einer Krypta versehenen Kirche, einer im Langhaus einschiffigen Basilika in Form eines lateinischen Kreuzes, zwei kleine halbkreisförmige Seitenapsiden am Querschiff an, von denen eine eingestürzt ist. Auch die Gewölbe der Kirche und der Glockenturm sind eingestürzt. Der Turm wurde nach 1996 wiedererrichtet.